# Ivan Mastiliak
Ivan Mastiliak (5. listopadu 1911 Nižný Hrabovec – 18. září 1989 Prešov) byl členem řeholní kongregace redemptoristů. V roce 1950 byl jedním z odsouzených ve vykonstruovaném procesu s představiteli řeholních řádů a kongregací Machalka a spol. Jako jediný byl odsouzen na doživotí, později mu byl trest zmírněn na 25 let, z nichž ve vězení nakonec strávil patnáct.

## Život

### Mládí
Ján Mastiliak se narodil na východním Slovensku a od 11 let studoval u českých redemptoristů, k nimž také po studiích vstoupil. Studoval v Římě a posléze byl vysvěcen na kněze (byl biritualistou). Po návratu ze studií působil v redemptoristickém klášteře řeckokatolické větve v Michalovcích. Jako kněz vyučoval v redemptoristickém řádovém učilišti, které fungovalo v (dnes již bývalém) klášteře v obci Obořiště. Na konci 2. světové války krátkou dobu dokonce dělal tlumočníka sovětské armádě.

### 50. léta – věznění
V roce 1950 ještě před vypuknutím neblahé „Akce K" byl souzen v prvním vykonstruovaném procesu s představiteli řeholních řádů, známým jako proces Machalka a spol. Na lavici obžalovaných s ním zasedli:
- opat Želivského kláštera - premonstrát Bohumil Vít Tajovský;
- opat premonstrátského kláštera v Nové Říši P. Augustin Machalka a další premonstrát P. Stanislav Barták.
- provinciál jezuitů P. František Šilhan a další dva jezuité - P. Adolf Kajpr a P. František Mikulášek;
- františkán P. Jan Evangelista Urban;
- dominikán P. Silvestr Braito;
- jeho spolubratr redemptorista P. Jan Blesík;

Proces byl jakousi náhražkou za proces, jehož hlavním obžalovaným měl být P. Josef Toufar (viz „Číhošťský zázrak"), který však na následky bestiálního zacházení zemřel ještě ve vyšetřovací vazbě. Vyšetřování řeholníků ve vazbě začalo v polovině března a od 31. března do 5. dubna 1950 proběhlo jednání soudu.
Mastiliakovi nejvíce ze všech obviněných přitížily jeho kontakty se zahraničím. Prokurátoři jej obviňovali ze špionáže a nahlíželi na něj jako na agenta Vatikánu, který mu má pomoci znovu spojit řecké katolíky s římskými. Obnovení těchto snah podle ministerstva informací „napadlo Vatikán po Velké říjnové revoluci proto, aby měl k dispozici širší síť špiónů a větší počet oddaných sluhů, ochotných bojovat proti osvobozenému pracujícímu lidu.”
Soud také připomněl Mastiliakovo poválečné tlumočení příslušníkům Rudé armády, což hodnotil takto: „Mastilákovi se podařilo vetřít se jako tlumočník do jednotek Sovětské armády, kde se pokoušel získávat důvěrné vojenské informace, zprávy o sovětském průmyslu atp. Když však žádná forma vyptávání nepomohla a ostražití rudoarmějci mu nic neprozradili, začal Mastilák pátrat sám. Bedlivě pozoroval vnitřní uspořádání Rudé armády, věnoval pozornost zbraním a nasadil do druhých jednotek další své klášterní spolubratry. Získané zprávy... posílal Mastilák svému generálnímu představenému do Říma.“
K oblasti Mastiliakových zájmů však jeho přítel tvrdil: „Vyznal se v teologických a filozofických subtilitách, ale zcela jistě nerozeznal poručíka od plukovníka.“
P. Ivan Mastiliak byl v procesu odsouzen na doživotí. Trest mu byl později zmírněn na 25 let, z nichž si nakonec "odseděl" let patnáct a v roce 1965 byl amnestován.

### Propuštění z vězení a závěr života
P. Mastiliak se po propuštění z vězení věnoval vědecké práci a tajně připravoval kněžský dorost na svěcení. Věnoval se též překladatelské činnosti. Zemřel v roce 1989 v pověsti svatosti.
| „                                | Mastiliak je asketa křehkého zdraví, vědec s geniální pamětí, živá encyklopedie. Ve vězení jsme říkali: ‚Co neví ani Mastiliak, nestojí za vědění.‘ | “ |
| — svědectví Mastiliakova přítele | |   |